# Florentino Villabona Madera
Florentino Villabona Madera (Gijón) es un policía español que ocupó el cargo de director adjunto operativo del Cuerpo Nacional de Policía en 2017.

## Biografía
Florentino Villabona nació en Gijón y se licenció en Derecho. En 1978 ingresó al Cuerpo de Policía Nacional, que en 1986 se convirtió en el Cuerpo Nacional de Policía.
Su primer destino como inspector fue en la Jefatura Superior de la Policía Nacional en Navarra, durante los años de la lucha antiterrorista contra ETA, banda terrorista de la que las actuaciones de Villabona llevaron a la detención de una treintena de miembros.
En 1987, el entonces todavía inspector Villabona, jefe de la Brigada Operativa de Estepona (Málaga) desde 1982 tuvo un papel destacado en la liberación de Mélodie Nakachian.
En 1991 fue ascendido a inspector jefe, en 1997 a comisario y en mayo de 2012 a comisario general de Seguridad Ciudadana.
Tras la jubilación del director adjunto operativo del Cuerpo Nacional de Policía Eugenio Pino en 2016, el puesto no fue cubierto si no que lo ejerció de manera interina Antonio Rodríguez Marín. El 31 de enero de 2017, el entonces ministro del Interior, el popular Juan Ignacio Zoido, nombró a Villabona como nuevo director adjunto operativo del CNP.
Los sindicatos mayoritarios de la policía agradecieron el nombramiento de una persona ajena a las controversias de los anteriores DAOs, aunque lamentaron que se nombrara a una persona que se jubilaría a finales del mismo año.
En julio de 2017, el cargo de director adjunto operativo fue suprimido. Villabona se jubiló del Cuerpo Nacional de Policía a finales de 2017.
Poco después de su jubilación, Villabona fue contratado como director de Integración y Seguridad de la Liga Nacional de Fútbol Profesional dirigida por Javier Tebas, a quien Villabona había condecorado con la medalla al Mérito Policial con distintivo blanco en febrero de 2016, cuando era comisario principal de Seguridad Ciudadana.